# Халифат аль-хулафа
Халифат аль-хулафа (азерб. Xəlifət əl-xüləfa) — руководящая должность в Сефевидском государстве, заместитель главы сефевидского тариката. 

## Должность
Через халифата аль-хулафу и суфиев шахи контролировали войска, которые привели их к власти, а также своих приверженцев в Малой Азии. Поскольку суфии были кызылбашами, поэтому, пост халифата аль-хулафа занимал только кызылбаш. Халифат аль-хулафа, действуя от имени шаха, назначал своих представителей в провинции. Эти представители назывались халифа, и в свою очередь халифа иногда имели своих подчиненных, называемых пира. Согласно иранскому учёному Насрулле Фальсафи, предводитель суфиев в каждом племени назывался халифа, и верховный командующий всех суфиев назывался халифат аль-хулафа. Последний считался наибом (заместителем) мюршиди-камиля (главы тариката). Все суфии повиновались его приказам также, как они повиновались бы приказам шаха. Титул халифат аль-хулафа часто сокращался до хулафа.
Должность халифата аль-хулафа, замыкающая список высших гражданских должностей, упоминается отдельно от мусульманских духовных лиц. В реальности принципы, который он представлял, так же отличались от ортодоксии, как и принципы шаманов и лам, сохранившихся при дворе мусульманских Хулагуидов. Халифат ал-хулафа и халифе были активными пропагандистами идей шиизма и обладали значительной светской и политической властью.
Халифы играли важную роль в мобилизации поддержки Сефевидов, как приводя их приверженцев из Анатолии к себе, так и путем влияния на массы тюркского населения. После 1510 года этот прозелитизм на османской территории стал опасным занятием, поскольку османские султаны распорядились убивать всех сефевидских халифов. Эти халифы не только вели воинов в Сефевидскую империю, но и также и вывозили денежные средства для Исмаила. Вдобавок к этому халифы тайно ввозили шиитские книги в Османскую империю, что также не нравилось османским султанам. Рядовые приверженцы Сефевидов после ареста обычно изгонялись в Венгрию или на Кипр. В XVII веке халифы явно продолжали мобилизовать военных новобранцев, поскольку их назначения также нужно было согласовывать с юзбаши (офицером кызылбашских войск)  племени или округа, за который был ответственен халифа.
Халифы участвовали в создании, укреплении и консолидации власти Сефевидов на завоеванных землях. Более того, халифы часто принимали активное участие в битвах, часто командуя кызылбашскими войсками; они были широко представлены в управлении державой. Итальянское донесение от 1501 года упоминает, что у шаха Исмаила I было 40 губернаторов, «которые называются «caliphani» (халифы)». В самом деле, многие халифы были в числе ведущих (namdar) эмиров. Были халифы, занимавшие такие посты, как мохрдар, горчубаши, эшикагасыбаши, мутаввалли и посол. Также они были губернаторами таких разных по размеру городов, как Кум, Санкор, Гараджадаг, Хамадан, Кандагар, Варамин, Тегеран, Дарабджирд, Султание, Соуджбулаг, Каин, Себзевар, Тун ва Табас и Кашан. Более того, они были близкими соратниками шаха, сефевидских принцев и действовали в качестве наставников (деде), ранние халифат аль-хулафа принадлежали к внутреннему кругу властной элиты, управлявшему державой — так называемому «ахл-и ихтисас».
В случае с оседлым населением халифы назначались в одну или более деревень. Например, когда шах Тахмасиб I проезжал через Азербайджан, сельские жители явились для проведения обрядов вместе со своими халифами. .В одном русском донесении от 1725 года описывается ситуация в Ширванском бейлербействе. К примеру, в округе Шабран сельские старосты (катхода)  подчинялись юзбаши. Юзбаши подчинялись даруге, отвечавшим за сбор налогов и  общественный порядок  и разрешавший споры совместно с халифой. Так же было и в округе Шешпара. В том же донесении отмечалось халифы, кади и даруга в губернаторстве отвечали за судебные дела и могли накладывать наказания.

## История
Число халифов в начале XV века, когда главе ордена Сефевийе Султан Ходжа Али отправил своих халифов ко многим тюркским племенам Азербайджана и Анатолии. Со периода шейха Джунейда халифы играли значительную роль в борьбе Сефевидов за верховную светскую власть. Один из сподвижников Исмаила I халифе Хадим-бек, после объявления Исмаила шахом стал халифат ал-хулафой и в 1509 году был назначен первым сефевидским правителем Багдада.
Добравшись до трона, Сефевиды оказались во главе двойственной администрации: как правители они унаследовали систему управления от Ак-Коюнлу. С воцарением Сефевидов халифат ал-хулафа и халифе начали занимать высокие посты при дворе и в провинциях. Халифе и суфии, которые носили эти звания до создания Сефевидской империи пользовал наибольшим почётом. Например, халифе и суфии из Караджадага. Подчиненные халифат ал-хулафа халифе и их суфии (талиб) играли важную роль в политической жизни государства. В качестве же глав своего изначального ордена они требовали слепого повиновения своих суфиев. В обычное время хватало привычной администрации, но как только возникал внутренний кризис, Сефевиды призывали к чувству «шахи-севани» своих последователей, и конфликты разрешались в атмосфере превосходящей дисциплины единой партии.
В эпоху шаха Тахмасиба «Алам-ара» упоминает о Хусейнгулу Халифе Румлу, который занимал должность халифата аль-хулафа в столице и пользовался большим уважением; он давал советы и к нему прислушивались. Суфии, прибывавшие к подножию шахского трона из Диярбекира и всех концов Малой Азии, были полностью послушные ему (tabi-i u). В Исфахане суфии собирались по ночам на пятницу в «товхид-хана», находившейся прямо в коридоре внутри главных ворот дворца. Помещения суфиев-стражников находись неподалеку. Суфии охраняли эти ворота («имперский порог») и внешние стены дворца, а также сопровождали шаха в его поездках. Лица, искавшие убежища у дворцовых ворот, должны были убедить суфиев, и те извлекали из этого значительные доходы.
В каждом крупном кызылбашском племени обычно был не один, а несколько халифов, по одному на каждый клан. Если на племенную группу или отдельный географический район, то шах назначал для такого племени или района халифата аль-хулафа, или главного халифу. Часто эти предводители назывались просто халифами, а иногда — халифа-беками. Халифы часто назначались из местных влиятельных семейств. В каждом из крупных племён, таких как шамлы, румлу, текели, туркман, каджар, зульгадар, а также в мелких, таких как алпаут, карадаглы, инанлы и ансар был свой халифа. Вдобавок к этому, халифы также были в каждом большом клане этих крупных племён. К примеру, в 1696 году в районе Арасбар халифы были у кланов бегдели, тагшар, муланшах, ид-огуллар, дели-огуллар и гапыкделюк-даш (все кланы племени шамлы). В 1700 году у племени шеккаки также имелся халифа, в то время как у племени джалаир их было два. В 1714 году халифы присутствовали в кланах Сару Алили, Бахарлу, Ходжа Абу-Исхаглу, и один из них также стал халифой кланов Чулдур и Гапанат. И наконец, у горчиев также были свои халифы.